# Barrage de Clyde
Le barrage de Clyde est le troisième plus grand barrage hydroélectrique de Nouvelle-Zélande. Il a été construit sur la rivière Clutha / Mata, près de la ville de Clyde . par Contact Energy qui en est propriétaire.

## Historique

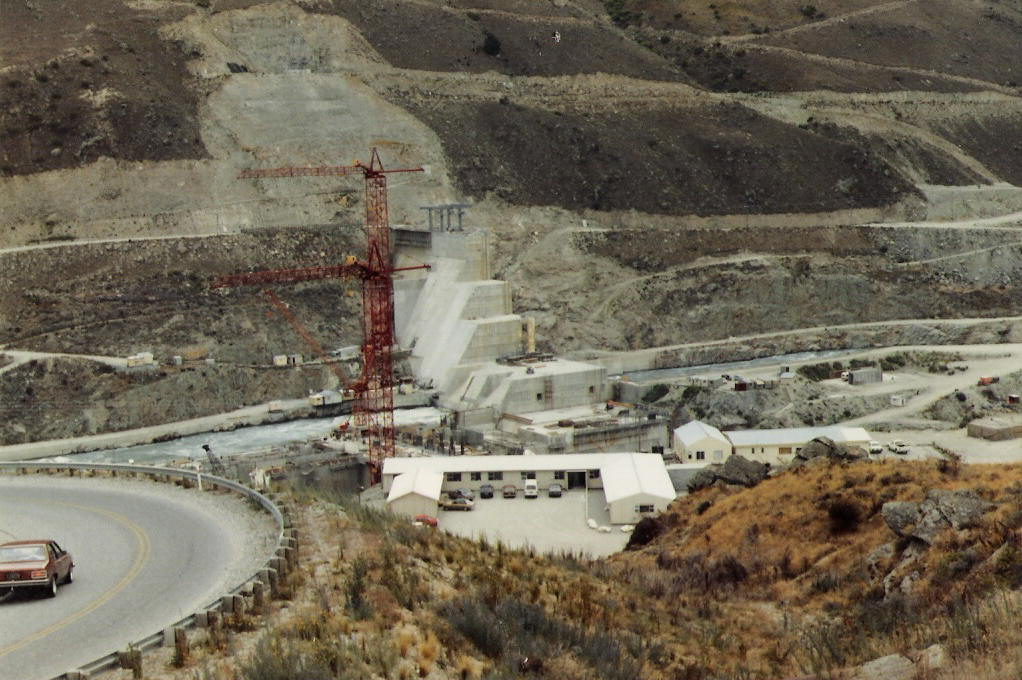
Barrage de Clyde en construction vers 1986

La planification du barrage, suscita une controverse car sa construction induirait l'inondation de la pittoresque Cromwell Gorge (en),y compris les maisons et les vergers en amont à Cromwell. 
La construction nécessitait également la modification d'un tronçon d'autoroute, ainsi que la fermeture du tronçon de la voie ferrée d'Otago au-delà de Clyde. Bien que la construction du barrage laissait entrevoir le développement d'un trafic plus important les problèmes subsistaient. Le gouvernement travailliste de Norman Kirk opta pour la construction d'un barrage de faible capacité, une décision  qui  ne fut pas suivie par le Gouvernement national préférant un barrage plus grand. 
Un autre débat, relatif à la nécessité de construire ce barrage, fut également posé par le soutien populaire pour la création d' une fonderie d'aluminium  à Aramoana. Dans les années 1970, Aramoana fut proposé comme site pour recevoir une grande fonderie d'aluminium du consortium australien CSR Limited (en), filiale d'Alusuisse. Une fonderie est déjà ouverte à Tiwai Point. Aussitôt, un mouvement d'opposition à l'usine est créé. Pour maintenir l'attention et marquer la différence avec le gouvernement néo-zélandais, il proclame l'État indépendant d'Aramoana. 
Le premier ministre Sir Robert Muldoon auteur du projet Think Big à la fin des années 1970 et début des années 1980, avait fortement endetté à l'étranger pour lancer des projets industriels à grande échelle. Les travaux relatifs à la pétrochimie et l'énergie apparaissaient comme indispensables et donc prioritaires, mais une première concession de droits d'eau pour le barrage fut annulée par la Haute Cour, à la suite d'un appel des propriétaires fonciers. Cette décision fut abrogée, après avoir obtenu le soutien du Crédit social (qui s'était initialement opposé à un haut barrage), en faveur de l'agence de développement économique et l'organisation touristique régionale du district de Clutha  (Empowering Act 1982).

## Joint de dilatation

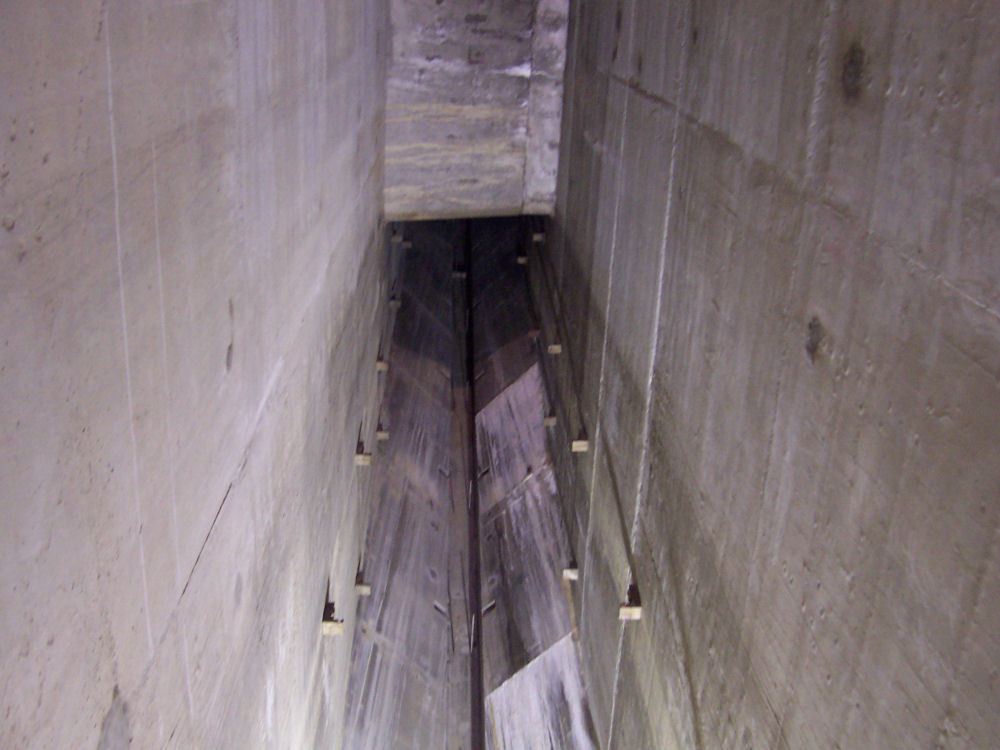
Joint de dilatation

Le barrage a été construit entre 1982 et 1993. Son remplissage s'est fait en quatre étapes contrôlées commençant en avril 1992 et achevé l'année suivante, créant le Lake Dunstan (en).  La centrale a une capacité de quatre Turbine Francis  de 120 MVA (116 MW ) (pour un total de 464 MW), mais n'a été autorisée à exploiter que  432 MW MVA en raison des conditions d'autorisation des ressources. Le barrage a été construit avec deux conduites forcées supplémentaires, permettant d'installer des turbines supplémentaires à l'avenir. Le consentement de la ressource a été modifié en 2005 pour permettre la production totale de 464 MVA.
Les fondations du barrage révélèrent que la roche adjacente était micro fracturée, par une faille sismique située sous le site du barrage. La conception du barrage dut être repensée. Un canal d'écluse ne fut pas construit ce qui réduisit la capacité de production de 612 MW à 464 MW. Un joint coulissant a donc été construit dans le barrage pour compenser les éventuels mouvements du sol et une grande quantité de ciment en suspension a été pompée dans la roche pour arrêter les fuites d'eau. Ces travaux supplémentaires ont été l'une des raisons d'un important dépassement des coûts du projet, qui a fait du barrage le plus cher de Nouvelle-Zélande. Les autres zones de dépassement étaient dues à la stabilisation des glissements de terrain dans la gorge de Cromwell. Il fallut construire plus de 18 km de galeries nécessaire au drainage, ce qui causa un dépassement du budget de près de 50 %.
Des ouvriers de maintenance, ayant accidentellement activé des alarmes incendie dans le barrage le 15 décembre 2008, en touchant les réserves de bouteilles de CO 2 des générateurs. Les équipements de gaz furent touchés ce qui causa le déclenchement des ventilateurs extracteurs pour éliminer le CO 2 se sont alors activés. L'intervention des pompiers équipés d'appareils respiratoires et de détecteurs de gaz s'averra nécessaire pour vérifier la salubrité des équipements du barrage .

## Cinéma
Le barrage de Clyde, alors qu'il était encore en construction, a été utilisé pour le tournage sur place dans le film 1985 Shaker Run (en).

## Galerie

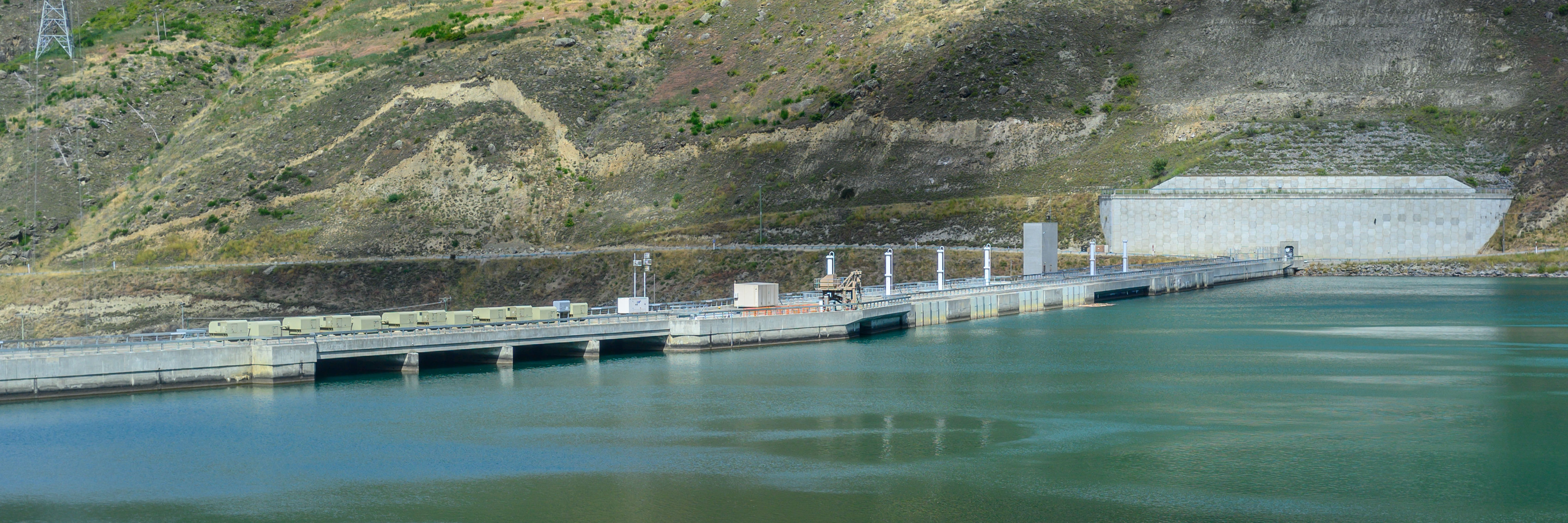
Clyde Dam, barrage dans l'Otago.
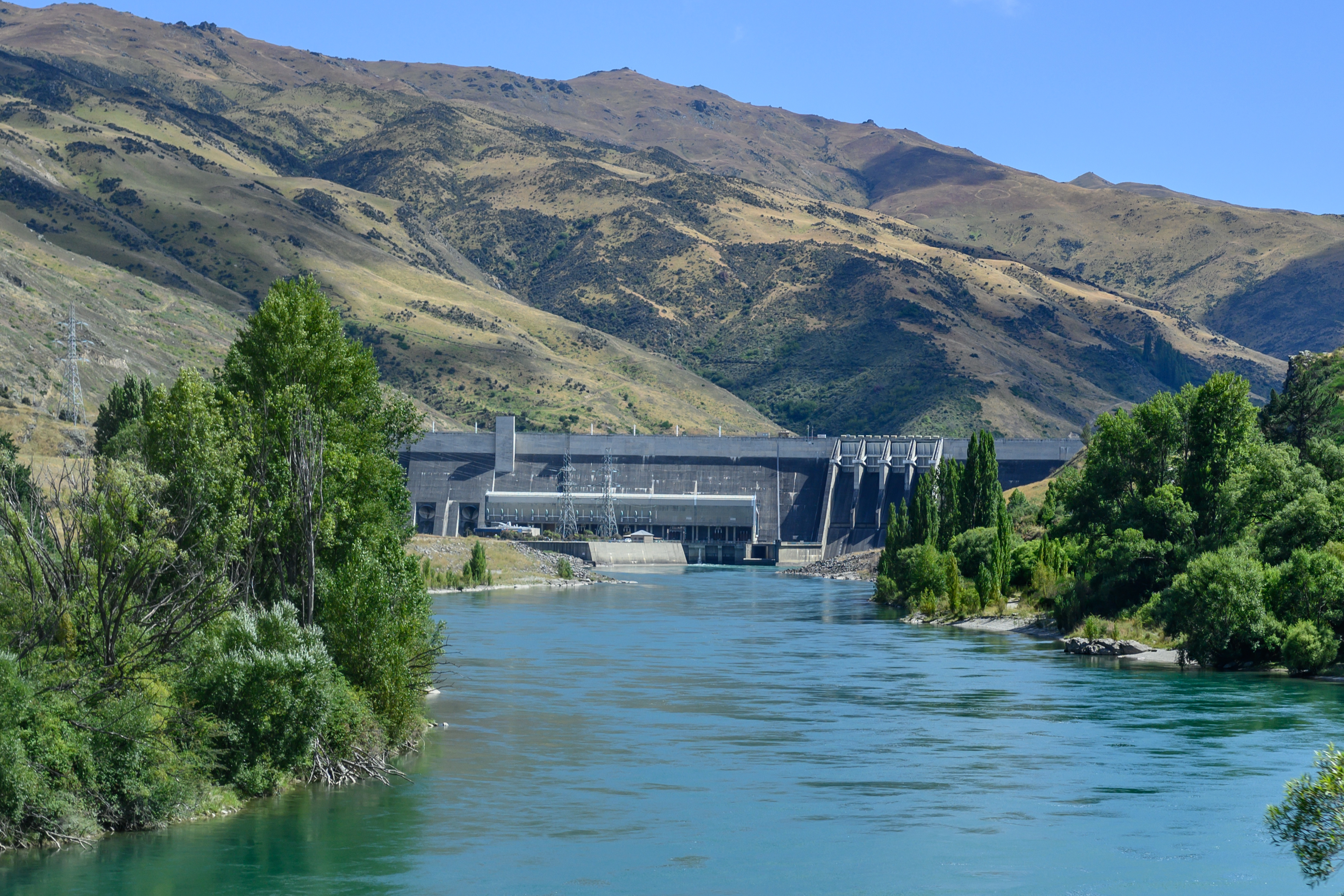
Clyde Dam, barrage dans l'Otago.